# Janaki Ammal

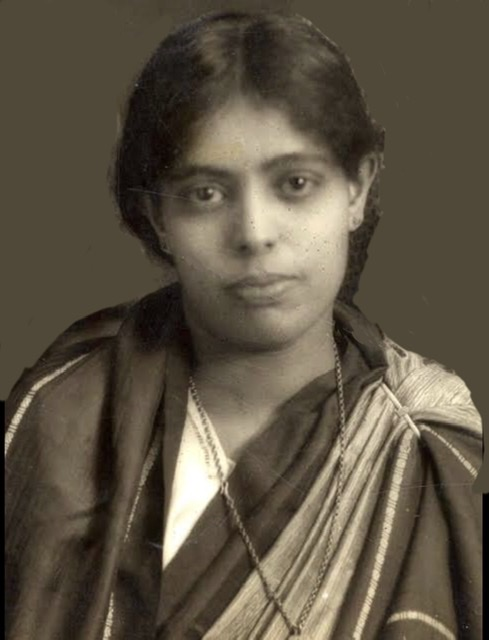
Janaki Ammal

E. K. Janaki Ammal (Edavalath Kakkat Janaki Ammal; Malayalam ഇ.കെ. ജാനകി അമ്മാൾ; geb. am 4. November 1897 in Tellicherry, Madras (Britisch-Indien) und gest. am 7. Februar 1984 in Madras, dem heutigen Chennai in Tamil Nadu) war eine indische Botanikerin, die wissenschaftliche Forschung in Zytogenetik und Pflanzengeografie betrieb. Ihre wichtigste Arbeit umfasst die Erforschung von Zuckerrohr und Auberginen. Sie hat verschiedene Pflanzen von medizinischem und ökonomischem Wert aus den südindischen Regenwäldern des heutigen Kerala gesammelt.

## Jugend
Janaki wurde 1897 in Tellicherry in Britisch-Indien geboren.  Ihre Mutter, Devi (1864–1941), war eine illegitime Tochter von John Child Hannyngton und Kunchi Kurumbi. Ihr Vater war Dewan Bahadur Edavalath Kakkat Krishnan, ein unterer Richter der Präsidentschaft Madras. Sie hatte sechs Brüder und fünf Schwestern. Mädchen wurden in ihrer Familie ermutigt, sich intellektuellen Zielen und den schönen Künsten zu widmen, aber Janaki entschied sich, Botanik zu studieren. Nach einer Schulzeit in Tellicherry zog sie nach Madras, wo sie einen Bachelor-Abschluss am Queen Mary's College erwarb und 1921 einen Abschluss im Spezialfach Botanik am Presidency College. Unter dem Einfluss ihrer Dozenten am Presidency College entwickelte Janaki eine Leidenschaft für Zytogenetik.

## Karriere
Janaki unterrichtete am Women's Christian College, Madras, mit einem vorübergehenden Aufenthalt als Barbour-Stipendiatin an der University of Michigan in den USA, wo sie 1925 einen Master-Abschluss erwarb. Nachdem sie nach Indien zurückgekehrt war, unterrichtete sie weiter am Women's Christian College. Sie ging als erste asiatische Barbour Fellow wieder nach Michigan und erhielt 1931 einen Doktorgrad in Naturwissenschaften.
Janaki wird in einem Artikel in der Zeitschrift India Currents vom 1. Januar 2000 von den Autoren S. Gopikrishna und Vandana Kumar zu den Indo-Amerikanerinnen/-ern des Jahrhunderts gezählt.
In einer Zeit, in der die meisten Frauen nicht weiter als bis zur High School gelangten, war es bemerkenswert, dass eine indische Frau einen Doktorgrad an einer von Amerikas öffentlichen Universitäten erwarb und bahnbrechende Beiträge in ihrem Forschungsfeld leistete. Die in Südindien geborene Janaki war wohl die erste Frau, die einen Doktorgrad in Botanik in den USA erwarb (1931) und bleibt eine der wenigen Asiatinnen, denen von ihrer Alma Mater, der University of Michigan, noch ein Ehrendoktortitel (honoris causa) verliehen wurde. Während ihrer Zeit in Ann Arbor wohnte sie im Martha Cook Building, einem Wohnheim nur für Studentinnen, und arbeitete mit Harley Harris Bartlett, Professor am Institut für Botanik (1886 – 1960). Sie entwickelte eine Kreuzung namens "Janaki Brengal", wobei "Brengal" eine anglisierte Schreibweise des Hindi-Wortes für Aubergine (brinjal) ist. Ihre Doktorarbeit mit dem Titel Chromosome Studies in Nicandra Physaloides wurde 1931 veröffentlicht.
Nach der Promotion kehrte Janaki nach Indien zurück, um eine Stelle als Professorin für Botanik am Maharaja's College of Science in Trivandrum anzunehmen. Dort unterrichtete sie von 1932 bis 1934. Von 1934 bis 1939 arbeitete sie als Genetikerin am Sugarcane Breeding Institute (Institut für Zuckerrohrzucht) in Coimbatore zusammen mit Alfred Barber. Ihre Arbeit in diesen Jahren umfasste die zytogenetische Analyse verschiedener Zuckerrohrarten und Gattungskreuzungen.
Von 1940 bis 1945 arbeitete Janaki als Assistenzzytologin an der John Innes Horticultural Institution in London sowie als Zytologin bei der Royal Horticultural Society in Wisley von 1945 bis 1954. Während dieser Zeit veröffentlichte sie Arbeiten über die Chromosomenzahlen in Arten wie Sclerostachya fusca. Sie ist am besten bekannt für ihre Co-Autorenschaft am monumentalen Werk Chromosome Atlas of Cultivated Plants zusammen mit Cyril Dean Darlington. Janaki veröffentlichte auch Chromosomzählungen für Rhododendron-Arten und Guernseylilien (Nerine).
1951 folgte sie einer Einladung Jawaharlal Nehrus und kehrte nach Indien zurück, um den Botanical Survey of India (BSI) zu reorganisieren. Sie wurde am 14. Oktober 1952 zur Beamtin mit speziellen Aufgaben (Officer on Special Duty) am BSI ernannt. Sie arbeitete auch als Generaldirektorin des BSI.
Danach war Janaki im Dienst der Bundesregierung von Indien in verschiedenen Eigenschaften, einschließlich der Leitung des Central Botanical Laboratory in Allahabad und forschte am Regional Research Laboratory in Jammu. Sie arbeitete für kurze Zeit am Bhabha Atomic Research Centre in Trombay, bevor sie sich im November 1970 als emeritierte Wissenschaftlerin in Madras am Centre for Advanced Study in Botany der University of Madras niederließ.
Mit dem Beginn ihres Ruhestandes führte Janaki ihre Forschungen fort, wobei sie ihre Aufmerksamkeit der Zytologie widmete, aber auch der Genetik, Evolution, Phytogeografie und Ethnobotanik. Am Feldlabor des Centre of Advanced Study, wo sie lebte und arbeitete, entwickelte sie einen Garten mit Medizinpflanzen.
Janaki lebte und arbeitete im Feldlabor des Centre for Advanced Study in Botany in Maduravoyal in der Nähe von Madras bis zu ihrem Tod im Februar 1984. Ihr Nachruf sagt, dass "sie ihren Studien und Forschungen ergeben war bis an das Ende ihres Lebens." Ihr Nachruf enthielt auch passend ausgewählte Zeilen aus der Rig Veda, die Janaki Ammals Vorliebe für Pflanzen hervorheben:
"The sun receive thine eye, the wind thy spirit; go as thy merit is, to earth or heaven. Go, if it be thy lot, unto water; go make thine house in plants with all thy members."

## Forschung
Während ihrer Zeit als Genetikerin am Sugarcane Breeding Institute in Coimbato umfasste ihre Arbeit die zytogenetische Analyse einer Zuckerrohrart, Saccharum spontaneum, sowie die Züchtung mehrerer Intergattungskreuzungen wie Saccharum x Mais und Saccharum x Hirse. Außerdem forschte Ammal an der Zytogenetik von Zuckerrohr (Saccharum officinarum) und an Interspezies- und Intergattungshybriden aus Zuckerrohr und verwandten Grasarten und -gattungen wie Bambus (Bambusa). Die Arbeiten zum Zuckerrohr können als bahnbrechend bezeichnet werden.
Während der Jahre 1930–1950, die sie in England verbrachte, betrieb sie Chromosomstudien an einer großen Reihe von Gartenpflanzen. Ihre Forschungen an Chromosomenzahlen und Ploidie beleuchteten in vielen Fällen die Evolution der Arten und ihrer Varianten. The Chromosome Atlas of Cultivated Plants, den sie zusammen mit C. D. Darlington 1945 schrieb, war eine Zusammenstellung, die viel von ihrer eigenen Arbeit über viele Arten umfasst.
Janaki arbeitete auch an Arten wie Nachtschatten (Solanum), Stechäpfeln (Datura), Minze (Mentha), Zitronengräser (Cymbopogon) und Yams (Dioscorea) neben medizinischen und anderen Pflanzen. Sie schrieb die höhere Artbildung dem kalten und feuchten Nordosten des Himalaya im Vergleich zum kalten und trockenen Nordwesten des Himalaya Polyploidie zu. Außerdem führte nach ihren Erkenntnissen das Zusammenfließen von chinesischen und malaysischen Elementen in der Flora von Nordwestindien zu natürlicher Hybridisation zwischen diesen Elementen und der einheimischen Flora in der Region, was zu weiterer Pflanzenvielfalt führte.

## Ehrungen
E. K. Janaki Ammal wurde 1935 zum Fellow der Indian Academy of Sciences gewählt und 1957 zum Fellow der Indian National Science Academy. Die University of Michigan verlieh ihr 1956 einen Doktor der Rechte ehrenhalber. Die Regierung von Indien verlieh ihr 1977 die Auszeichnung Padma Shri.
Das Ministerium für Umwelt und Forstwirtschaft der indischen Regierung etablierte im Jahr 2000 den Nationalpreis für Taxonomie (National Award of Taxonomy) unter ihrem Namen. Der Janaki Ammal National Award for Taxonomy soll hervorragende Arbeit in Taxonomie fördern und junge Studierende und Forscher ermutigen, in diesem Feld zu arbeiten. Forscher können für herausragende Arbeiten in botanischer und zoologischer Taxonomie (einschließlich Arbeiten an Mikroorganismen) für zwei Auszeichnungen berücksichtigt werden, entweder für den E. K. Janaki Ammal National Award on Plant Taxonomy oder den E. K. Janaki Ammal National Award on Animal Taxonomy.